# Hot Water Beach
Hot Water Beach (en français : Plage d'eau chaude) est une plage de Nouvelle-Zélande située au bord de l'océan Pacifique à proximité de la commune de Hahei dans la péninsule du Coromandel. Cette plage est remarquable du fait de la présence de sources d'eau chaude d'origine géothermique qui créent des bains chauds naturel. L'eau remonte à une température pouvant atteindre 64 °C.
Du fait de la marée, il n'est possible de profiter de ces remontées d'eau chaude qu'à marée basse.
En raison de cette géothermie naturelle la plage attire un très grand nombre de touristes tout au long de l'année. Ce nombre est estimé à environ 700 000 touristes par an.
Une grande partie de ces touristes vient équipée de pelles et de seaux afin de pouvoir creuser plus facilement des piscines dans le sable.